# Persone di nome Bernardino
| Questa pagina contiene informazioni ricavate automaticamente dalle voci biografiche con l'ausilio del template Bio e di un bot. L'aggiornamento è periodico e automatico e ricostruisce completamente la pagina. Se manca una persona in questa lista, sei pregato di non aggiungerla, ma accertati piuttosto che la sua voce biografica contenga il template Bio e che i dati anagrafici siano correttamente compilati. Se il template Bio manca, inseriscilo tu stesso o, in alternativa, metti l'avviso {{tmp\|Bio}} che ne segnala la mancanza. Se i dati riportati sono sbagliati, correggi direttamente la voce biografica; le modifiche saranno visibili in questa lista entro pochi giorni. Per chiarimenti vedi il progetto antroponimi. La lista contiene solo le 188 persone che sono citate nell'enciclopedia e per le quali è stato implementato correttamente il template Bio. Pagina aggiornata al 22 lug 2025. |

Questa è una lista di persone presenti nell'enciclopedia che hanno il nome Bernardino, suddivise per attività principale.

## Abati(1)
- Bernardino Pino da Cagli, abate, letterato e commediografo italiano (Osimo - Cagli, † 1601)

## Allenatori di calcio(2)
- Pasieguito, allenatore di calcio e calciatore spagnolo (Hernani, n. 1925 - Valencia, † 2002)
- Mino Serrano, allenatore di calcio e ex calciatore spagnolo (Antromero, n. 1963)

## Archeologi(1)
- Bernardino Morra di Lauriano, archeologo italiano (Villafranca Piemonte, n. 1769 - Lauriano, † 1851)

## Arcivescovi cattolici(3)
- Bernardino Guinigi, arcivescovo cattolico e diplomatico italiano (Camaiore, n. 1663 - Lucca, † 1729)
- Bernardino Piccoli, arcivescovo cattolico italiano (Umbriatico, n. 1581 - Strongoli, † 1636)
- Bernardino Piñera Carvallo, arcivescovo cattolico e medico cileno (Parigi, n. 1915 - Santiago del Cile, † 2020)

## Avvocati(1)
- Bernardino Lurati, avvocato e politico svizzero (Lugano, n. 1829 - Berna, † 1880)

## Banchieri(1)
- Bernardino Nogara, banchiere e ingegnere italiano (Bellano, n. 1870 - Milano, † 1958)

## Botanici(1)
- Bernardino da Ucria, botanico italiano (Ucria, n. 1739 - Palermo, † 1796)

## Calciatori(2)
- Bernardino Busi, ex calciatore italiano (Botticino, n. 1944)
- Bernardino Fabbian, calciatore italiano (Resana, n. 1950 - Montebelluna, † 2023)

## Cardinali(10)
- Bernardino Giraud, cardinale e arcivescovo cattolico italiano (Roma, n. 1721 - Roma, † 1782)
- Bernardino Honorati, cardinale e arcivescovo cattolico italiano (Jesi, n. 1724 - Senigallia, † 1807)
- Bernardino Lonati, cardinale italiano (Pavia - Roma, † 1497)
- Bernardino López de Carvajal, cardinale spagnolo (Plasencia, n. 1456 - Roma, † 1523)
- Bernardino Maffei, cardinale e arcivescovo cattolico italiano (Roma, n. 1514 - Roma, † 1553)
- Bernardino Rocci, cardinale e arcivescovo cattolico italiano (Roma, n. 1627 - Frascati, † 1680)
- Bernardino Echeverría Ruiz, cardinale e arcivescovo cattolico ecuadoriano (Chitacachi, n. 1912 - Quito, † 2000)
- Bernardino Scotti, cardinale italiano (Milano, n. 1656 - Roma, † 1726)
- Bernardino Spada, cardinale, arcivescovo e collezionista d'arte italiano (Brisighella, n. 1594 - Roma, † 1661)
- Bernardino de Vecchi, cardinale italiano (Siena, n. 1699 - Siena, † 1775)

## Ceramisti(2)
- Bernardino Gentili il Giovane, ceramista italiano (Castelli, n. 1727 - Castelli, † 1813)
- Bernardino Gentili il Vecchio, ceramista italiano (Castelli, n. 1635 - Castelli, † 1683)

## Cestisti(1)
- Berni Tamames, ex cestista spagnolo (Lleida, n. 1973)

## Chirurghi(1)
- Bernardino Moscati, chirurgo, anatomista e ginecologo italiano (Castiglione delle Stiviere, n. 1705 - Milano, † 1798)

## Collezionisti d'arte(1)
- Bernardino Drovetti, collezionista d'arte, esploratore e diplomatico italiano (Barbania, n. 1776 - Torino, † 1852)

## Condottieri(2)
- Bernardino Ubaldini, condottiero italiano (Apecchio, n. 1389 - Ferrara, † 1437)
- Bernardino da Polenta, condottiero italiano (Cervia, † 1313)

## Criminali(1)
- Bernardino Terracciano, criminale italiano (Villa Literno, n. 1948)

## Diplomatici(1)
- Bernardino de Cárdenas y Portugal, diplomatico spagnolo (Torrijos, n. 1553 - Palermo, † 1601)

## Direttori d'orchestra(1)
- Bernardino Molinari, direttore d'orchestra italiano (Roma, n. 1880 - † 1952)

## Dirigenti sportivi(1)
- Guido Gregoletto, dirigente sportivo e calciatore italiano (Milano, n. 1879 - Victoria, † 1932)

## Fantini(1)
- Bernardino Poggi, fantino italiano (Siena, n. 1755 - Siena, † 1810)

## Filologi(1)
- Bernardino Peyron, filologo e bibliotecario italiano (Vercelli, n. 1818 - Torino, † 1903)

## Filosofi(2)
- Bernardino Telesio, filosofo e scrittore italiano (Cosenza, n. 1509 - Cosenza, † 1588)
- Bernardino Varisco, filosofo, matematico e politico italiano (Chiari, n. 1850 - Chiari, † 1933)

## Francescani(4)
- Bernardino da Siena, francescano, teologo e predicatore italiano (Massa Marittima, n. 1380 - L'Aquila, † 1444)
- Bernardino da Fossa, francescano e scrittore italiano (Fossa, n. 1421 - L'Aquila, † 1503)
- Bernardino da Portogruaro, francescano e arcivescovo cattolico italiano (Portogruaro, n. 1822 - Quaracchi, † 1895)
- Bernardino Ignazio Roero di Cortanze, francescano e arcivescovo cattolico italiano (Asti, n. 1686 - Trecate, † 1747)

## Generali(2)
- Bernardino Fernández de Velasco, generale e politico spagnolo (Madrid, n. 1610 - † 1652)
- Bernardino Pes di Villamarina del Campo, generale italiano (Cagliari, n. 1810 - Torino, † 1891)

## Geologi(1)
- Bernardino Lotti, geologo italiano (Massa Marittima, n. 1847 - Roma, † 1933)

## Germanisti(1)
- Bernardino Zendrini, germanista, critico letterario e traduttore italiano (Bergamo, n. 1839 - Palermo, † 1879)

## Gesuiti(3)
- Bernardino Realino, gesuita italiano (Carpi, n. 1530 - Lecce, † 1616)
- Bernardino Stefonio, gesuita, umanista e drammaturgo italiano (Poggio Mirteto, n. 1560 - Modena, † 1620)
- Bernardo di Villegas, gesuita, teologo e scrittore spagnolo (n. 1592 - † 1653)

## Giuristi(2)
- Bernardino Alimena, giurista e politico italiano (Cosenza, n. 1861 - Cosenza, † 1915)
- Bernardino Perfetti, giurista e poeta italiano (Siena, n. 1681 - Siena, † 1746)

## Imprenditori(2)
- Bernardino Branca, imprenditore italiano (Milano, n. 1886 - Milano, † 1957)
- Bernardino Branca, imprenditore italiano (Pallanza, n. 1802 - Milano, † 1886)

## Incisori(1)
- Bernardino Passeri, incisore, pittore e disegnatore italiano (Ancona, n. 1540 - Roma, † 1588)

## Ingegneri(1)
- Bernardino Zendrini, ingegnere italiano (Valle, n. 1679 - † 1747)

## Letterati(1)
- Bernardino Daniello, letterato italiano (Lucca - Padova, † 1565)

## Linguisti(1)
- Bernardino Biondelli, linguista, numismatico e archeologo italiano (Zevio, n. 1804 - Milano, † 1886)

## Magistrati(1)
- Bernardino Giannuzzi-Savelli, magistrato e politico italiano (Cosenza, n. 1822 - Roma, † 1887)

## Matematici(2)
- Bernardino Baldi, matematico e poeta italiano (Urbino, n. 1553 - Urbino, † 1617)
- Gaetano Scorza, matematico e politico italiano (Morano Calabro, n. 1876 - Roma, † 1939)

## Medici(4)
- Bernardino Genga, medico e anatomista italiano (Mondolfo, n. 1620 - Roma, † 1690)
- Bernardino Ramazzini, medico, scienziato e scrittore italiano (Carpi, n. 1633 - Padova, † 1714)
- Bernardino Speroni, medico italiano (Padova - Padova, † 1528)
- Bernardino Tomitano, medico, letterato e filosofo italiano (Padova, n. 1517 - Padova, † 1576)

## Militari(3)
- Bernardino Biagini, militare italiano (Serre di Rapolano, n. 1898 - Pontikates, † 1940)
- Bernardino Caballero, militare e politico paraguaiano (Ybycuí, n. 1839 - Asunción, † 1912)
- Bernardino de Mendoza, militare, diplomatico e scrittore spagnolo (Guadalajara, n. 1540 - Madrid, † 1604)

## Miniatori(1)
- Bernardino Marinali, miniatore italiano (Angarano, n. 1645 - Padova, † 1728)

## Missionari(1)
- Bernardino de Sahagún, missionario, grammatico e antropologo spagnolo (Sahagún, n. 1499 - Città del Messico, † 1590)

## Monaci cristiani(1)
- Bernardino Otranto, monaco cristiano italiano (Cropalati, n. 1430 - Napoli, † 1520)

## Nobili(3)
- Bernardino I da Polenta, nobile italiano († 1359)
- Bernardino Busti, nobile e funzionario italiano (Lodi)
- Bernardino II da Polenta, nobile italiano (Ravenna)

## Orafi(1)
- Bernardino delle Croci, orafo e scultore italiano (Parma - Brescia, † 1528)

## Patriarchi cattolici(1)
- Bernardino Carafa, patriarca cattolico italiano (n. 1472 - † 1505)

## Patrioti(1)
- Bernardino Serafini, patriota, generale e politico italiano (Bargni, n. 1822 - Bargni, † 1906)

## Pittori(46)
- Bernardino da Asola, pittore italiano (Asola)
- Bernardino Bergognone, pittore italiano († 1525)
- Bernardino di Cola del Merlo, pittore e scultore italiano (Penne)
- Bernardino Blaceo, pittore italiano (Udine - Udine, † 1570)
- Bernardino Bonsignori, pittore italiano (Verona - Mantova, † 1529)
- Bernardino Brozzi, pittore italiano (n. 1555 - † 1617)
- Bernardino Butinone, pittore italiano (Treviglio)
- Bernardino Campi, pittore italiano (Cremona, n. 1522 - Reggio Emilia, † 1591)
- Bernardino Campilio, pittore italiano (Spoleto)
- Bernardino Capitelli, pittore e incisore italiano (Siena, n. 1589 - † 1639)
- Bernardino Castelli, pittore italiano (Arsiè, n. 1750 - Venezia, † 1810)
- Bernardino Cesari, pittore italiano (Arpino, n. 1571 - Roma, † 1622)
- Bernardino Ciceri, pittore italiano (Pavia, n. 1650 - † 1728)
- Bernardino de Conti, pittore italiano (Castelseprio, n. 1470 - Pavia, † 1523)
- Bernardino Fera, pittore italiano (Napoli, n. 1667 - Napoli, † 1714)
- Bernardino Fergioni, pittore e incisore italiano (Roma, n. 1674 - Roma, † 1738)
- Bernardino Gagliardi, pittore italiano (Città di Castello, n. 1609 - Perugia, † 1660)
- Bernardino Galliari, pittore e scenografo italiano (Andorno, n. 1707 - Andorno, † 1794)
- Bernardino Gatti, pittore italiano (Pavia - Cremona, † 1576)
- Bernardino India, pittore italiano (Verona, n. 1528 - † 1590)
- Bernardino Lanino, pittore italiano (Mortara, n. 1512 - Vercelli, † 1578)
- Bernardino Lanzani, pittore italiano (San Colombano al Lambro, n. 1460)
- Bernardino Licinio, pittore italiano (Venezia)
- Bernardino Loschi, pittore italiano (Parma, n. 1460 - Carpi, † 1540)
- Bernardino Malpizzi, pittore italiano (Mantova, n. 1553 - † 1623)
- Bernardino Mantegna, pittore italiano (Mantova, n. 1490 - Mantova, † 1528)
- Bernardino Marinoni, pittore italiano (Desenzano al Serio - Comenduno)
- Bernardino di Mariotto, pittore italiano (Perugia - Perugia, † 1566)
- Bernardino Mei, pittore e incisore italiano (Siena, n. 1612 - Roma, † 1676)
- Bernardino Mercoli, pittore e scultore svizzero (Mugena, n. 1682 - Mugena, † 1746)
- Bernardino Mezzastris, pittore italiano
- Bernardino Monaldi, pittore italiano (n. 1568)
- Bernardino Muttoni, pittore italiano (Verona)
- Bernardino di Nanni, pittore italiano
- Bernardino Nigro, pittore italiano (n. 1538 - † 1590)
- Bernardino Nocchi, pittore italiano (Lucca, n. 1741 - Roma, † 1812)
- Bernardino Palazzi, pittore italiano (Nuoro, n. 1907 - Roma, † 1986)
- Bernardino Piceller, pittore austriaco (Ortisei, n. 1775 - Perugia, † 1853)
- Pinturicchio, pittore italiano (Perugia - Siena, † 1513)
- Bernardino Poccetti, pittore italiano (Firenze, n. 1548 - Firenze, † 1612)
- Bernardino Ricca, pittore italiano (Cremona, n. 1450)
- Bernardino de Rossi, pittore italiano
- Bernardino Luini, pittore italiano (Dumenza - Milano, † 1532)
- Bernardino Zaganelli, pittore italiano (Cotignola - Imola, † 1519)
- Bernardino Fungai, pittore italiano (Siena, n. 1460 - Siena, † 1516)
- Bernardino del Castelletto, pittore italiano (Lombardia - Massa)

## Poeti(4)
- Bernardino Giuliana, poeta italiano (San Cataldo, n. 1935 - San Cataldo, † 1999)
- Bernardino Martirano, poeta e politico italiano (Cosenza, n. 1490 - Napoli, † 1548)
- Bernardino Palaj, poeta, scrittore e presbitero albanese (Shllak, n. 1894 - Bishkaz, † 1946)
- Bernardino Sotgiu, poeta italiano (Ghilarza - Pisa, † 1838)

## Politici(10)
- Bernardino Bertini, politico italiano (Barge, n. 1786 - Barge, † 1857)
- Bernardino Faustini, politico e patriota italiano (Terni, n. 1816 - Terni, † 1887)
- Bernardino Fernández de Velasco y Benavides, politico e scrittore spagnolo (Madrid, n. 1783 - Madrid, † 1851)
- Bernardino Grimaldi, politico italiano (Catanzaro, n. 1839 - Roma, † 1897)
- Bernardino Alvaro Jovannitti, politico italiano (L'Aquila, n. 1933 - Paganica, † 2012)
- Bernardino León, politico e diplomatico spagnolo (Malaga, n. 1964)
- Bernardino Maceri, politico italiano (Salò, n. 1823 - Salò, † 1871)
- Bernardino Machado, politico e diplomatico portoghese (Rio de Janeiro, n. 1851 - Porto, † 1944)
- Bernardino Milon, politico e militare italiano (Termini Imerese, n. 1829 - Roma, † 1881)
- Bernardino Rivadavia, politico argentino (Buenos Aires, n. 1780 - Cadice, † 1845)

## Presbiteri(1)
- Bernardino da Feltre, presbitero e francescano italiano (Feltre, n. 1439 - Pavia, † 1494)

## Principi(1)
- Bernardino Savelli, II principe di Albano, principe italiano (Roma, n. 1606 - Roma, † 1658)

## Religiosi(5)
- Bernardino Amici, religioso italiano
- Bernardino Caimi, religioso italiano (Milano, n. 1425 - Milano, † 1500)
- Bernardino Gadolo, religioso e letterato italiano (Pontevico, n. 1463 - Firenze, † 1499)
- Bernardino Scardeone, religioso e letterato italiano (Padova, n. 1482 - Padova, † 1574)
- Bernardino de' Bustis, religioso e teologo italiano (Milano - Melegnano, † 1513)

## Sceneggiatori(1)
- Bernardino Zapponi, sceneggiatore italiano (Roma, n. 1927 - Roma, † 2000)

## Scrittori(2)
- Bernardino Cacciante, scrittore italiano (Alatri)
- Bernardino Cirillo, scrittore, storico e religioso italiano (L'Aquila, n. 1500 - Roma, † 1575)

## Scultori(8)
- Bernardino Boifava, scultore italiano (Ghedi, n. 1888 - Forlì, † 1953)
- Bernardino Casella, scultore e stuccatore svizzero (Carona, n. 1595 - Torino, † 1654)
- Bernardino Castelli, scultore e intagliatore italiano (Velate, n. 1646 - Varese, † 1725)
- Bernardino Contin, scultore e architetto svizzero (Lugano, n. 1530 - Venezia, † 1596)
- Bernardino Gaggini, scultore italiano (Bissone - Bissone, † 1544)
- Bernardino Ludovisi, scultore italiano (n. 1693 - † 1749)
- Bernardino da Bissone, scultore italiano (Bissone - Tricesimo, † 1521)
- Bernardino da Novate, scultore italiano

## Sindacalisti(1)
- Bernardino Verro, sindacalista e politico italiano (Corleone, n. 1866 - Corleone, † 1915)

## Storici(2)
- Bernardino Corio, storico italiano (Milano, n. 1459 - Milano, † 1519)
- Bernardino Feliciangeli, storico italiano (Camerino, n. 1862 - Camerino, † 1921)

## Teologi(1)
- Bernardino Ochino, teologo italiano (Siena, n. 1487 - Austerlitz, † 1564)

## Tipografi(2)
- Bernardino Benali, tipografo italiano (Bergamo, n. 1458 - Venezia)
- Bernardino Vitali, tipografo italiano (Venezia)

## Umanisti(1)
- Bernardino Baldini, umanista, medico e matematico italiano (Suna, n. 1515 - Milano, † 1600)

## Vescovi cattolici(12)
- Bernardino de Bernardis, vescovo cattolico italiano (Fuscaldo, n. 1699 - Martirano, † 1758)
- Bernardino Bollati, vescovo cattolico italiano (Cardè, n. 1762 - Biella, † 1828)
- Bernardino Bricennio, vescovo cattolico italiano (Roma, n. 1513 - Vigevano, † 1588)
- Bernardino Caldaioli, vescovo cattolico italiano (Castel del Piano, n. 1847 - Grosseto, † 1907)
- Bernardino Giordano, vescovo cattolico italiano (Torino, n. 1970)
- Bernardino Marin, vescovo cattolico italiano (Clissa, n. 1739 - Treviso, † 1817)
- Bernardino Morra, vescovo cattolico italiano (Casale Monferrato, n. 1549 - Aversa, † 1605)
- Bernardino Pallantieri, vescovo cattolico italiano (Castel Bolognese, n. 1533 - Bitonto, † 1619)
- Bernardino Pecci, vescovo cattolico italiano (Siena, n. 1671 - † 1736)
- Bernardino Dino Maria Piccinelli, vescovo cattolico italiano (San Benedetto Val di Sambro, n. 1905 - Ancona, † 1984)
- Bernardino Re, vescovo cattolico e poeta italiano (Favara, n. 1883 - Lipari, † 1963)
- Bernardino della Croce, vescovo cattolico svizzero (Riva San Vitale, n. 1502 - Roma, † 1568)

## Zoologi(1)
- Bernardino Ragni, zoologo e biologo italiano (Spoleto, n. 1946 - Spoleto, † 2018)

## Senza attività specificata(3)
- Bernardino Dalponte, italiano (Vigo Lomaso, n. 1772 - Fiavé, † 1860)
- Bernardino II di Savoia-Racconigi, marchese (Torino, n. 1540 - Racconigi, † 1605)
- Bernardino I di Savoia-Racconigi, marchese (Torino - Racconigi, † 1526)